# جیغی
جیقی، روستایی از توابع بخش مرکزی شهرستان کبودرآهنگ در استان همدان ایران است.شغل مردم رستا کشاورزی و دام پروری است.

## جمعیت
این روستا در دهستان سرداران قرار دارد و براساس سرشماری مرکز آمار ایران در سال ۱۳۸۵، جمعیت آن ۵۰۵ نفر (۱۲۲خانوار) بوده‌است.